# Belmont-de-la-Loire
Belmont-de-la-Loire és un municipi francès situat al departament del Loira i a la regió d'Alvèrnia-Roine-Alps. L'any 2007 tenia 1.518 habitants.

## Demografia

### Població
El 2007 la població de fet de Belmont-de-la-Loire era de 1.518 persones. Hi havia 636 famílies de les quals 216 eren unipersonals (144 homes vivint sols i 72 dones vivint soles), 192 parelles sense fills, 168 parelles amb fills i 60 famílies monoparentals amb fills.
La població ha evolucionat segons el següent gràfic:
Habitants censats

### Habitatges
El 2007 hi havia 933 habitatges, 649 eren l'habitatge principal de la família, 195 eren segones residències i 89 estaven desocupats. 821 eren cases i 109 eren apartaments. Dels 649 habitatges principals, 470 estaven ocupats pels seus propietaris, 159 estaven llogats i ocupats pels llogaters i 20 estaven cedits a títol gratuït; 2 tenien una cambra, 34 en tenien dues, 107 en tenien tres, 189 en tenien quatre i 317 en tenien cinc o més. 479 habitatges disposaven pel capbaix d'una plaça de pàrquing. A 326 habitatges hi havia un automòbil i a 239 n'hi havia dos o més.

### Piràmide de població
La piràmide de població per edats i sexe el 2009 era:
| Homes | Edats   | Dones |
| ----- | ------- | ----- |
| 0     | 95 o +  | 4     |
| 8     | 90 a 94 | 36    |
| 4     | 85 a 89 | 28    |
| 8     | 80 a 84 | 20    |
| 24    | 75 a 79 | 24    |
| 24    | 70 a 74 | 32    |
| 76    | 65 a 69 | 48    |
| 36    | 60 a 64 | 88    |
| 44    | 55 a 59 | 48    |
| 52    | 50 a 54 | 32    |
| 32    | 45 a 49 | 32    |
| 36    | 40 a 44 | 60    |
| 56    | 35 a 39 | 36    |
| 40    | 30 a 34 | 36    |
| 44    | 25 a 29 | 56    |
| 48    | 20 a 24 | 32    |
| 80    | 15 a 19 | 28    |
| 20    | 10 a 14 | 56    |
| 40    | 5 a 9   | 44    |
| 32    | 0 a 4   | 44    |

## Economia
El 2007 la població en edat de treballar era de 905 persones, 661 eren actives i 244 eren inactives. De les 661 persones actives 599 estaven ocupades (329 homes i 270 dones) i 62 estaven aturades (25 homes i 37 dones). De les 244 persones inactives 123 estaven jubilades, 61 estaven estudiant i 60 estaven classificades com a «altres inactius».

### Ingressos
El 2009 a Belmont-de-la-Loire hi havia 641 unitats fiscals que integraven 1.432,5 persones, la mediana anual d'ingressos fiscals per persona era de 16.509 €.

### Activitats econòmiques
Dels 93 establiments que hi havia el 2007, 1 era d'una empresa extractiva, 3 d'empreses alimentàries, 15 d'empreses de fabricació d'altres productes industrials, 16 d'empreses de construcció, 12 d'empreses de comerç i reparació d'automòbils, 5 d'empreses de transport, 3 d'empreses d'hostatgeria i restauració, 1 d'una empresa d'informació i comunicació, 7 d'empreses financeres, 3 d'empreses immobiliàries, 2 d'empreses de serveis, 16 d'entitats de l'administració pública i 9 d'empreses classificades com a «altres activitats de serveis».
Dels 27 establiments de servei als particulars que hi havia el 2009, 1 era una gendarmeria, 1 oficina de correu, 2 oficines bancàries, 4 tallers de reparació d'automòbils i de material agrícola, 2 paletes, 4 guixaires pintors, 3 fusteries, 3 lampisteries, 1 electricista, 3 perruqueries i 3 restaurants.
Dels 7 establiments comercials que hi havia el 2009, 1 era una botiga de menys de 120 m², 2 fleques, 2 carnisseries, 1 una llibreria i 1 una floristeria.
L'any 2000 a Belmont-de-la-Loire hi havia 52 explotacions agrícoles que ocupaven un total de 1.020 hectàrees.

## Equipaments sanitaris i escolars
El 2009 hi havia 1 farmàcia i 4 ambulàncies.
El 2009 hi havia 2 escoles elementals.

## Poblacions més properes
El següent diagrama mostra les poblacions més properes.